# Варгас, Габриэла
Габриэла Варгас Талавера (исп. Gabriela Vargas Talavera; род. в 1988 году) — парагвайская шахматистка, международный мастер среди женщин (2019). Победительница чемпионатов Парагвая по шахматам среди женщин (2013, 2014, 2015, 2016, 2019).

## Биография
Габриэла Варгас многократно побеждала на чемпионате Парагвая по шахматам среди женщин: в 2013, 2014, 2015, 2016 и 2019 году.
В 2019 году она победила на зональном турнире чемпионата мира по шахматам среди женщин стран Южной Америки.
Габриэла Варгас представляла Парагвай в шахматных олимпиадах среди женщин:
- в 2008 году показала результат 8,5 из 10 на первой доске[7];
- в 2010 году показала результат 6,5 из 11 на первой доске[8];
- в 2012 году показала результат 6 из 11 на первой доске[9];
- в 2014 году показала результат 6 из 10 на первой доске[10];
- в 2016 году показала результат 7,5 из 11 на первой доске[11].

В июле 2021 года Габриэла Варгас приняла участие в Кубке мира по шахматам среди женщин в Сочи, где в 1-м туре проиграла армянской шахматистке Элине Даниелян со счётом 0:2.
За успехи в турнирах ФИДЕ присвоила Габриэле Варгас звание международного мастера среди женщин (WIM) в 2019 году.
По профессии она компьютерщик.

## Изменения рейтинга
| Графики недоступны из-за технических проблем. См. информацию на Фабрикаторе и на mediawiki.org. |